# Operação Marg Bar Sarmachar
A Operação Marg Bar Sarmachar (em urdu: آپریشن مرگ بر سرمچار, trad. Morte aos Insurgentes) teve início em 18 de janeiro de 2024, quando o Paquistão lançou uma série de ataques aéreos e de artilharia dentro do Irã, visando grupos separatistas balúchis. O ataque foi lançado em resposta aos ataques com mísseis iranianos no Paquistão, dois dias antes.
O Irã disse que nove estrangeiros foram mortos no ataque. O Exército de Libertação do Baluchistão confirmou que os seus membros estavam entre os mortos.
Este ataque marca o primeiro caso conhecido de um país estrangeiro lançar um ataque ao Irã desde o fim da Guerra Irã-Iraque em 1988.

## Antecedentes
De acordo com o Paquistão, o ataque foi lançado em retaliação a um ataque com mísseis realizado pelo Exército dos Guardiães da Revolução Islâmica do Irã na zona fronteiriça da província paquistanesa do Baluchistão. O ataque iraniano alegadamente teve como alvo o grupo militante Jaish ul-Adl em 16 de janeiro de 2024, resultando na morte de duas crianças e ferindo quatro pessoas, conforme relatado pelo Paquistão.

## Ataque
Às 4h05, horário local (UTC+3:30), a Força Aérea e o Exército do Paquistão lançaram um ataque usando drones, vários lançadores de foguetes, munições ociosas e armas impasses em sete locais separados de grupos separatistas balúchis no Irã. cidade de Saravan na província de Sistão-Baluchistão. O Irã disse que nove pessoas foram mortas durante o ataque, incluindo quatro crianças, três mulheres e dois homens, que não eram iranianos.
Conforme o The Daily Beast, este foi o primeiro ataque ao Irã feito por um país estrangeiro desde o fim da Guerra Irã-Iraque em 1988.